# M45 (ракета)
М45 — французька балістична ракета підводного запуску, у французькій термінології — Mer-Sol-Ballistique-Stratégique (MSBS; укр. «Стратегічна балістична ракета-Море-Поверхня»). На озброєнні ВМС Франції перебувало 48 ракет M45. Ракети, були розроблені на основі М4, вироблялися компанією Aérospatiale (згодом Astrium). Спочатку розглядалася можливість створення наземної міжконтинентальної версії, але ці плани були скасовані у 1996 році на користь виключно морського базування.
М45 відрізняється від свого попередника збільшеною дальністю (6 000 км проти 4 000 км), підвищеною точністю і пробивними можливостями, а також новими боєголовками TN-75. Кожна ракета несе шість боєголовок РГЧ ІН, кожна з яких оснащена термоядерним зарядом потужністю 110 кт. М45 має заявлену точність 200 — 350 м (КІВ) завдяки інерціальній системі наведення ракет у поєднанні з комп'ютерним управлінням навантаження. Її змінила ракета М51.
Міністерство оборони планувало замінити модель М45 на М51 з 2004 року, але остання М45 була знята з озброєння лише у 2016 році. Її наступник, модель М51, була офіційно введена в експлуатацію у 2010 році та з того часу перебуває на озброєнні. Протягом усього періоду експлуатації лише 64 з 192 побудованих ракет були використані.

## Випробування

Порівняння різних ядерних систем: зліва — БРПЧ для типу «Редутабль» з ракетою М4; справа — БРПЧ для типу «Тріумфан» з ракетою М45 та новітньою ракетою M51.

У березні 1986 року була запущена ракета М4, яка подолала 6000 км до своєї цілі; ходять чутки, що цей політ був першим випробувальним польотом для М45.
У ніч з 1 на 2 червня 2004 року ПЧАРБ типу «Тріумфан» «Віджільон» здійснив запуск версії М45 з південної частини Бретані; ракета вразила свою ціль біля узбережжя Французької Гвіани.